# Chibchea salta
Chibchea salta là một loài nhện trong họ Pholcidae. Loài này được phát hiện ở Argentina.